# Steve Toltz
Steve Toltz (født i 1972 i Sydney) er en australsk romanforfatter. 
Han har blandt andet vundet Bookerprisen for A Fraction of the Whole i 2008.